# Сюй Шичан
Сюй Шича́н (кит. упр. 徐世昌, пиньинь Xú Shìchāng, 20 октября 1855 — 5 июня 1939) по прозванию Цзюйжэнь (кит. упр. 菊人) — президент Китайской республики.

## Биография
Род Сюй происходил из Нинбо провинции Чжэцзян. Во времена империи Мин представители рода переселились в Пекин, а когда началось маньчжурское завоевание Китая — перебрались в Тяньцзинь. Дед и отец Сюй Шичана служили чиновниками в провинции Хэнань, поэтому он родился в уезде Цзисянь Вэйхуэйской управы провинции Хэнань.
В 1879 году Сюй Шичан, будучи в Кайфэне, побратался с Юань Шикаем. В 1886 году Сюй Шичан сдал экзамены на учёную степень цзиньши и стал работать в Академии Ханьлинь. Когда в 1897 году Юань Шикай стал обучать войска по европейскому образцу, то Сюй Шичан стал у него начальником штаба, войдя в круг приближённых. Когда в 1905 году Юань Шикай создал Цензорат нового типа, то Сюй Шичан возглавил в нём Инспекторский отдел.
Когда в 1907 году в Северо-Восточном Китае был произведён переход от военной системы управления к гражданской, то Сюй Шичан стал инспектором и генерал-губернатором Трёх провинций Северо-востока, а также фэнтяньским цзянцзюнем, и управлял территорией в условиях, когда за влияние над ней боролись Россия и Япония. Когда в 1909 году ставший регентом Айсиньгёро Цзайфэн сместил Юань Шикая, то Сюй Шичан под предлогом болезни оставил эти посты, и стал заведовать почтовым ведомством и Пекинско-Шанхайской железной дорогой.
В 1911 году Сюй Шичан был введён в состав правительства страны. Когда началась Синьхайская революция, Сюй Шичан оказался среди тех, кто предложил для её подавления вернуть Юань Шикая. Когда Юань Шикай возглавил правительство, то Сюй Шичан стал при нём министром по военным делам. Когда Юань Шикай принял предложение республиканцев стать президентом Китайской республики, то Сюй Шичан был направлен к представителям Цинской династии с предложением отречения.

## Во главе правительства
В мае 1914 году Юань Шикай издал «Временную конституцию Китайской республики», превратившую Китай из парламентской республики в президентскую, и сделал Сюй Шичана государственным секретарём.
Когда в 1915 году Юань Шикай провозгласил себя императором, то Сюй Шичан, не желая в этом участвовать, удалился в провинцию Хэнань. Когда Юань Шикай был вынужден объявить об отмене монархии и восстановлении республики, Сюй Шичан снова стал госсекретарём.
После смерти Юань Шикая президентом стал Ли Юаньхун, а премьер-министром — Дуань Цижуй. Вскоре между ними началась борьба, и Сюй Шичан был той фигурой, которая сглаживала разногласия между Ли и Дуанем, а после вынужденного ухода Ли Юаньхуна в отставку — между Дуань Цижуем и новым лидером бэйянских милитаристов Фэн Гочжаном.

## Президентство
На выборах 1918 года три четверти мест в пекинском парламенте получили сторонники Дуань Цижуя. Так как Фэн Гочжан формально лишь завершал пятилетний президентский срок, начатый Юань Шикаем в 1913 году, его вынудили в октябре уйти в отставку, и на пост президента Дуань Цижуй провёл Сюй Шичана. В 1919 году капитулянтская позиция представителей Бэйянского правительства на Парижской мирной конференции привела к массовым протестам в стране. Произошедшая в 1920 году Чжили-Аньхойская война привела к спаду влияния Аньхойской клики, но Сюй Шичан остался президентом. В 1921 году состоялась первая Чжили-Фэнтяньская война, в которой Фэнтяньская клика потерпела поражение. После этого Чжилийская клика начала кампанию по восстановлению Ли Юаньхуна на посту президента. Было объявлено, что Сюй Шичан является нелегитимным президентом, так как избран нелегитимным парламентом. Сюй Шичану и Сунь Ятсену было предложено одновременно уйти в отставку и признать Ли Юаньхуна президентом единого Китая.
Уйдя в отставку, Сюй Шичан поселился на территории британской концессии в Тяньцзине. Когда в 1937 году японцы создали марионеточное правительство в Северном Китае, то попытались привлечь Сюй Шичана к участию в его работе, но он отказался.